# Sieghard Wilhelm
Sieghard Wilhelm (* 1. November 1947 in Bad Bevensen) ist ein deutscher Politiker (Die Grünen). Er war von 1989 bis 1990 Abgeordneter im Landtag von Niedersachsen.
Wilhelm besuchte die Hauptschule in Stoetze und in Kreisstadt Uelzen, wo er auch die Kaufmännische Handelsschule besuchte und eine Lehre zum Einzelhandelskaufmann absolvierte. Seit Mai 1969 war er Versicherungssachbearbeiter in Wolfsburg. Dort war er ab 1973 Betriebsratsmitglied. Anfang der 1970er Jahre begann er mit Gewerkschaftsarbeit bei der Gewerkschaft Handel, Banken und Versicherungen. Zeitweilig war er im DGB-Kreisvorstand. Er begann sich im Wolfsburger Arbeitskreis gegen Atomenergie und in der örtlichen Friedensgruppe zu engagieren und wurde 1981 Mitglied der Partei Die Grünen. Von 1987 bis 1989 war er im Landesvorstand von Niedersachsen. Von 1981 bis 1986 war er Mitglied des Rates der Stadt Wolfsburg, seine Schwerpunktarbeit lag dort in der Finanz- und Baupolitik, der Umwelt- und Sportpolitik sowie der Personalpolitik. In der elften Wahlperiode gehörte er vom 6. Juli 1989 bis zum 20. Juni 1990 dem Niedersächsischen Landtag an. Während dieser Zeit war er stellvertretender Vorsitzender der Landtagsfraktion.